# کریم درویش
کریم درویش (عربی: كريم العبد درويش؛ زادهٔ ۲ نوامبر ۱۹۹۸) بازیکن فوتبال اهل لبنان است.
وی همچنین در تیم‌های ملی فوتبال زیر ۲۳ سال لبنان و لبنان بازی کرده‌است.